# Воломин
Воломин (пол. Wołomin)  —  город  в Польше, входит в Мазовецкое воеводство,  Воломинский повят.  Имеет статус городско-сельской гмины. Занимает площадь 17,32 км². Население 36 568 человек (на 2004 год).

## История
- Битва под Воломином

## Известные уроженцы и жители
- Госиевский, Владислав (1844—1911) — польский математик, физик, философ и логик.

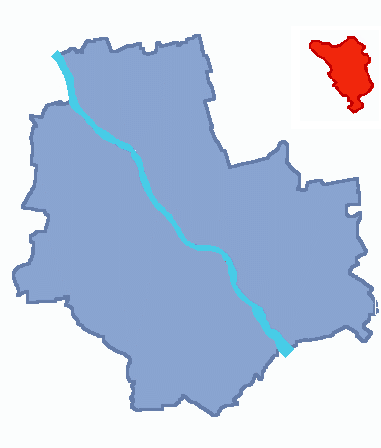
Воломин